# Saint-Juvat
Saint-Juvat è un comune francese di 656 abitanti situato nel dipartimento delle Côtes-d'Armor nella regione della Bretagna.

## Società

### Evoluzione demografica
Abitanti censiti